# Pietro Vo Dang Khoa
San Pietro Vo Dang Khoa (in vietnamita: Phêrô Vũ Đăng Khoa) (Shanghai, 1790 – 24 novembre 1838) è stato un presbitero vietnamita. È uno dei 117 martiri del Vietnam, ecclesiastici e missionari morti durante le persecuzioni religiose nel paese asiatico tra il 1745 e il 1862.

## Biografia
Nacque nel 1790 a Shangai nella provincia di Nghe An, terzo di sette figli da parte di Paweł Vũ nình Tân e Maria Nguyễn Thị Hoan. All'età di nove anni iniziò a frequentare lezioni di scrittura cinese. Successivamente, venne mandato al seminario di Nam Dinh, studiando anche latino e filosofia. Diventato sacerdote nel 1820, fu parroco di diverse parrocchie; perseguito per alcuni periodi dove la Chiesa fu perseguitata. Inoltre, venne nominato assistente di Vincenzo Nguyen The Diem per alcune parrocchie dell'allora impero vietnamita e fu, tra gli altri, sacerdote del Vicariato Apostolico del Tonchino Occidentale. 
Fu catturato durante una messa il 2 giugno 1838 e sottoposto a tortura. Un secondo supplizio fu causato ai suoi danni il 4 agosto 1838, occasione in cui smentì di aver conosciuto prima il vescovo Cao. Il 9 novembre 1838 i mandarini inviarono il mandato di uccisione nei confronti di Santo Pierre Dumoulin-Borie, Santo Vincenzo Nguyen The Diem e Santo Pietro Vo Dang Khoa che arrivò il 24 novembre 1838, quando furono martirizzati nella città di Dong Hoi nel Vietnam centrale; insieme a S. Vincenzo Nguyen The Diem, Santo Pietro Vo Dang Khoa fu strangolato (Pierre Dumoulin-Borie fu decapitato), per ordine dell’imperatore Minh Ming. L'anno successivo il corpo di S. Pietro Vo Dang Khoa fu spostato in un altro luogo, dove venne buttato aceto per separare le ossa del defunto. 
Fu beatificato nel 1900 ed onorato e santificato, insieme agli altri 116 martiri del Vietnam, da Papa Giovanni Paolo II il 19 giugno 1988.